# Verrucachernes congicus
Verrucachernes congicus es una especie de arácnido  del orden Pseudoscorpionida de la familia Chernetidae.

## Distribución geográfica
Se encuentra en República Democrática del Congo.